# Tonio Bödiker

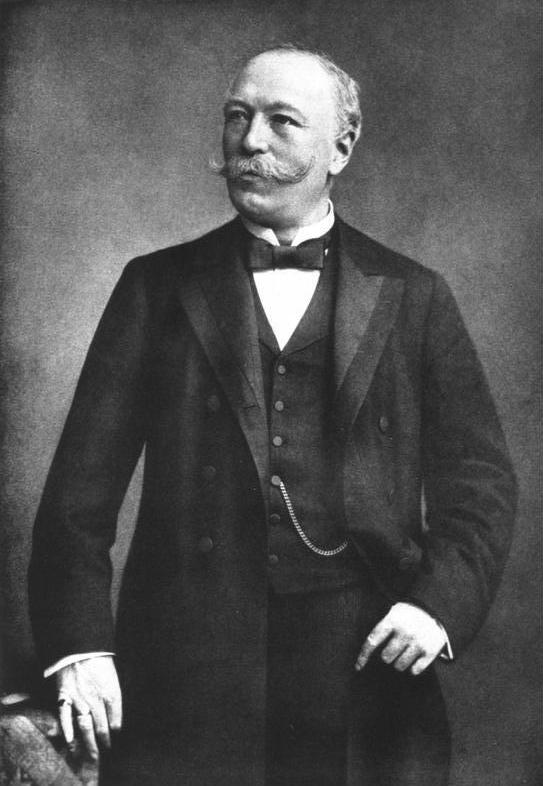
Tonio Bödiker

Anton Wilhelm Laurenz Karl Maria Bödiker, genannt Tonio Bödiker (* 5. Juni 1843 in Meppen (Emsland); † 4. Februar 1907 in Berlin), war ein preußischer Spitzenbeamter (Geheimer Oberregierungsrat) und erster Präsident des Reichsversicherungsamtes.

## Leben
Bödiker wuchs in Haselünne im Emsland auf. Er war der Sohn des Arenbergischen Kreis-Amtshauptmannes Wilhelm Julius Bödiker (1814–1892) und dessen Frau Maria geb. Heyl (1822–1906). Seine Großeltern mütterlicherseits waren der Präfekt Anton Heyl (1775–1854) und dessen Frau Sophie Russell (1794–1861). Er selbst war mit Johanna Devens verheiratet. Aus der Ehe stammen die Söhne Otto (Landrat im Kreis Wipperfürth) und Rudolf (Landrat im Landkreis Sankt Goar). Nach Schulbesuchen in Haselünne (Grundschule) und Meppen (Gymnasium), wo er auch sein Abitur ablegte, studierte er an den Universitäten von Heidelberg, Berlin und Göttingen. 1864 trat er in den Justizdienst ein. Ab 1871 war er im Ministerium des Inneren tätig, bevor er 1873 zum Landrat des Kreises Gladbach berufen wurde.
Von 1884 bis 1897 war er der erste Präsident des Reichsversicherungsamtes. In dieser Funktion schrieb er europäische Sozialgeschichte. Von 1897 bis 1903 war er Vorstandsvorsitzender der Siemens und Halske AG.
Bödiker wurde in der Hedwigskirche Berlin beigesetzt. In mehreren deutschen Orten wurden Straßen nach ihm benannt. 1896 wurde ihm die Ehrenbürgerwürde der Stadt Rheydt verliehen.

## Ehrendes Gedenken

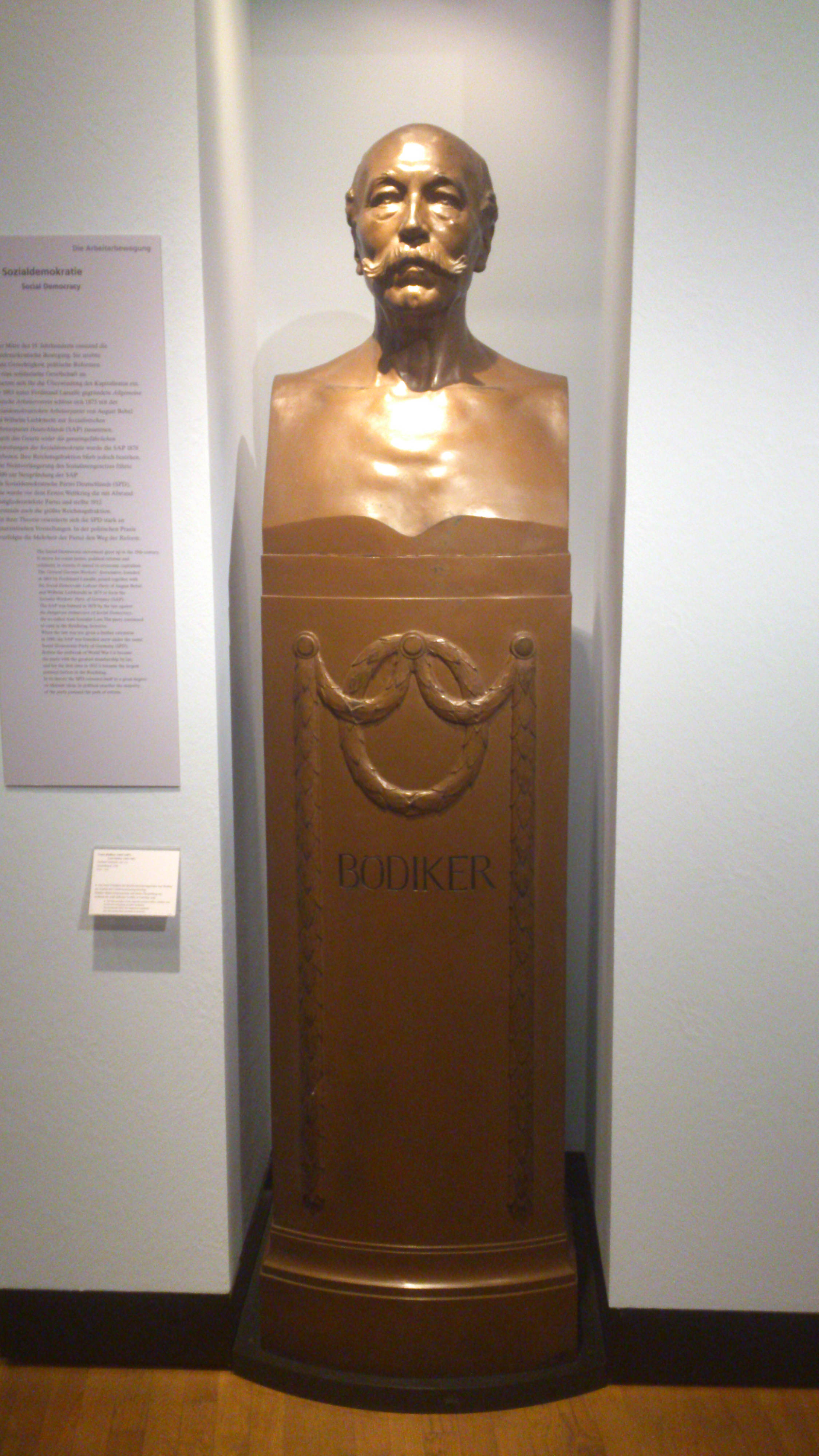
Büste von Tonio Bödiker in der Dauerausstellung des Deutschen Historischen Museums in Berlin

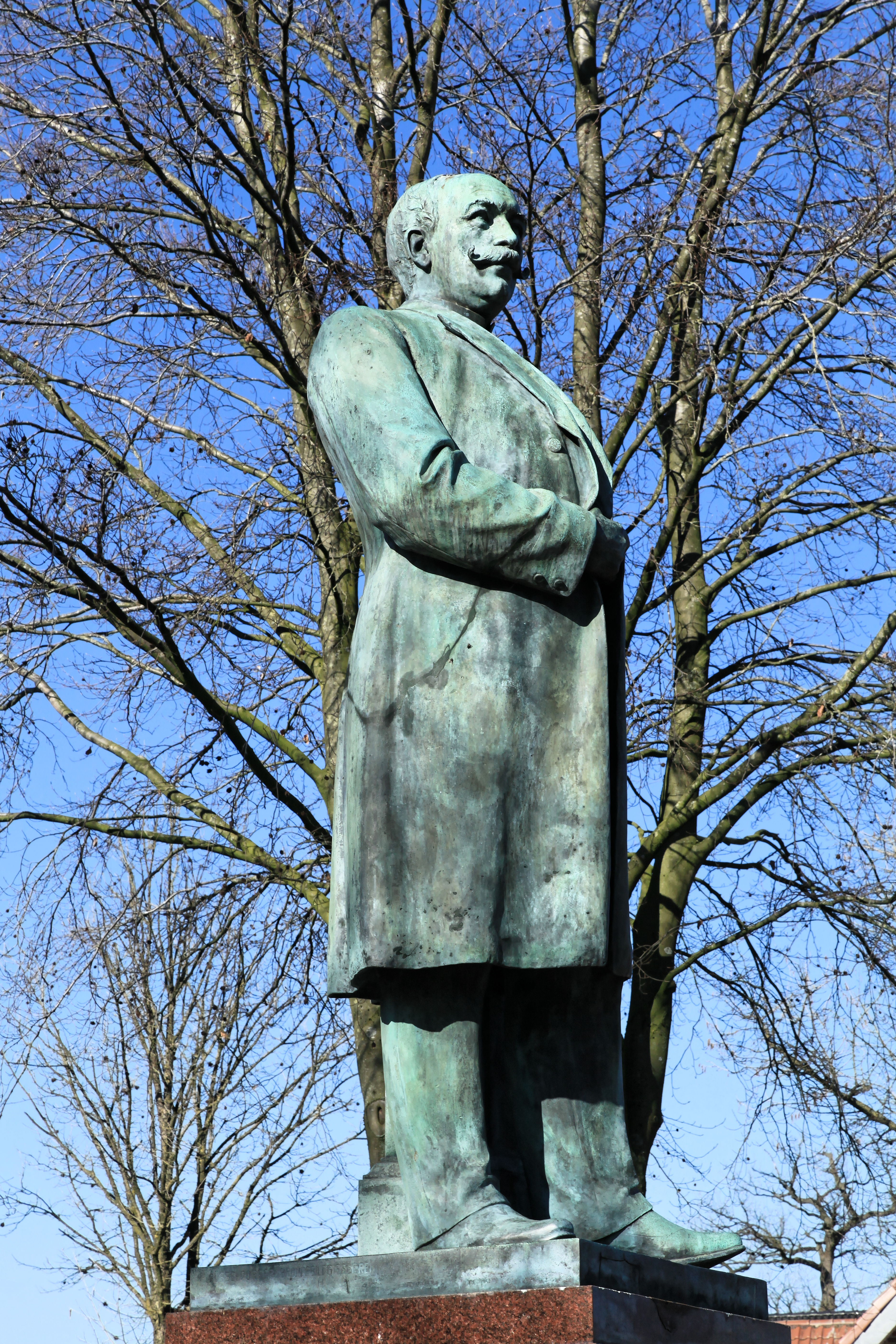
Bödiker-Denkmal in Haselünne

Bereits wenige Wochen nach seinem Tod gründete sich in seiner Heimatstadt Haselünne ein Komitee mit dem Ziel, „Tonio Bödiker in seiner Vaterstadt Haselünne ein würdiges Denkmal und eine seinen Namen tragende Stiftung für sociale Zwecke zu errichten.“ Der Bildhauer Anton Rüller aus Münster (Westfalen) wurde mit der Anfertigung eines Denkmals beauftragt. Die Enthüllung fand am 29. Juni 1909 statt. Bis 1967 stand das Denkmal zwischen Bahnhof und Volksschule. Mehrfach verlegt und umgestaltet ist es seit 2008 in seiner originalen Ausgestaltung in Haselünne am Bödikerplatz (Bahnhofstraße) zu finden. Finanziert wurden die Neugestaltung des Bödikerplatzes und die Renovierung des Bödiker-Denkmals mit Fördermitteln der Europäischen Union (LEADER-Programm).
Ein weiteres Standbild Bödikers, entworfen und modelliert vom Bildhauer Gerhard Janensch, fand 1910 Aufstellung im Vestibül des Reichsversicherungsamtes Berlin.

## Schriften
- Die Zulässigkeit des Rechtsweges und die Kompetenz-Konflikte in der Provinz Hannover seit der Allerhöchsten Verordnung von 16. September 1867. Berlin 1870.
- Das Gewerberecht des Deutschen Reichs. Berlin 1883.
- Die Arbeiterversicherung in den europäischen Staaten. Leipzig 1895.
- Die Reichs-Versicherungsgesetzgebung. Leipzig 1898.